# Plecoptera tandoana
Plecoptera tandoana är en fjärilsart som beskrevs av Bethune-Baker 1911. Plecoptera tandoana ingår i släktet Plecoptera och familjen nattflyn. Inga underarter finns listade i Catalogue of Life.